# 高橋道男
高橋 道男（たかはし みちお、1905年（明治38年）2月18日 - 1969年（昭和44年）8月7日）は、昭和期の宗教家、政治家。参議院議員（1期）。

## 経歴
熊本県熊本市で高橋卯治郎の長男として生まれる。1928年（昭和3年）3月、京都帝国大学文学部文学科（独文学専攻）を卒業した。
1928年、天理外国語学校講師に就任。以後、天理図書館（現天理大学附属天理図書館）建築現場事務担当、天理教海外伝道部課長、天理図書館主任、天理教東京出張所長、同総務長、日本宗教連盟理事、天理教教会本部役員、天理教責任役員、天理大学理事兼評議員、(株)天御津組監査役、共立出版(株)監査役などを務めた。
1950年（昭和25年）6月の第2回参議院議員通常選挙に全国区から緑風会公認で出馬して当選し、参議院議員に1期在任した。この間、参議院図書館運営委員長などを務めた。
1969年（昭和44年）8月7日死去、65歳。死没日をもって勲二等瑞宝章追贈、従四位に叙される。